# میل کریک (سن برناردینو کانتی)
میل کریک (سن برناردینو کانتی) (به انگلیسی: Mill Creek (San Bernardino County)) رودخانه‌ای است که در ایالات متحده آمریکا جریان دارد.